# Большов, Виктор Павлович
Ви́ктор Па́влович Большо́в (род. 23 мая 1939, Избербаш, Дагестанская АССР) — советский легкоатлет (прыгун в высоту), чемпион и призёр чемпионатов СССР, заслуженный мастер спорта СССР (1973).

## Карьера
На Олимпиаде в Риме участвовал в прыжках в высоту и занял 4-е место. В одной попытке четыре спортсмена — Роберт Шавлакадзе, Валерий Брумель, Джон Томас и Виктор Большов повторили олимпийский рекорд — 2,14. Следующую высоту 2,16 взяли только Шавлакадзе и Брумель. В итоге по попыткам олимпийским чемпионом стал Шавлакадзе.
В 1962 году на чемпионате Европы вновь занял 4-е место, уступив бронзовому призёру Роберту Шавлакадзе 3 сантиметра. В 1967 принимал участие в Спартакиаде народов СССР. На Олимпийских играх в Мехико не смог преодолеть квалификационный турнир.

## Личная жизнь
На римской Олимпиаде познакомился с легкоатлеткой Валентиной Масловской. Они начали встречаться и вскоре поженились. В 1964 году Валентина родила дочь Викторию, а в 1968-м — Ольгу. Ольга тоже стала спортсменкой, выступала на четырёх Олимпиадах в прыжках в высоту и в тройном. Её муж, Вадим Задойнов, — участник трёх Олимпиад в беге на 400 метров с барьерами.
После свадьбы Виктор с женой переехал в Кишинёв, где работал тренером в ДЮСШ.